# Malpigiaordningen
Malpigiaordningen (Malpighiales) är en stor ordning i undergruppen eurosider I av trikolpaterna. Ordningens systematik är ännu ej helt klarlagd. 
I nyare klassificeringssystem ingår följande familjer:
- Achariaceae
- Balanopaceae
- Bonnetiaceae
- Dichapetalaceae (kan ingå i icacoväxter)
- Ctenolophonaceae
- Euphroniaceae (kan ingå i icacoväxter)
- Goupiaceae
- Humiriaceae
- Clusiaväxter (Clusiaceae)
- Icacoväxter (Chrysobalanaceae)
- Irvingiaceae
- Ixonanthaceae
- Johannesörtsväxter (Hypericaceae)
- Kokaväxter (Erythroxylaceae, kan ingå i mangroveväxter)
- Lacistemataceae
- Linväxter (Linaceae)
- Lophopyxidaceae
- Malesherbiaceae (kan ingå i passionsblommeväxter)
- Malpigiaväxter (Malpighiaceae)
- Mangroveväxter (Rhizophoraceae)
- Medusagynaceae (kan ingå i mussepiggbuskeväxter)
- Mussepiggbuskeväxter (Ochnaceae)
- Pandaceae
- Passionsblommeväxter (Passifloraceae)
- Peridiscaceae
- Phyllanthaceae
- Picrodendraceae
- Podostemaceae
- Putranjivaceae
- Quiinaceae
- Slamkrypeväxter (Elatinaceae)
- Sovarinnötsväxter (Caryocaraceae)
- Trigoniaceae (kan ingå i icacoväxter)
- Damianaväxter (Turneraceae, kan ingå i passionsblommeväxter)
- Törelväxter (Euphorbiaceae)
- Videväxter (Salicaceae)
- Violväxter (Violaceae)

Alternativt kan vissa familjer ingå i andra, vilket anges ovan. APG II accepterar dem både som fristående familjer och ingående i andra.
I det äldre Cronquistsystemet fanns inte Malpighiales, utan de nuvarande familjerna var spridda i många andra ordningar. Alla fanns inte ens med bland rosiderna.